# Cydonia Colles
Cydonia Colles est un relief martien situé par 39,017° N, 347,83° E.